# Chorwacja na Zimowych Igrzyskach Olimpijskich 2014
Chorwację na Zimowych Igrzyskach Olimpijskich 2014 reprezentowało 11 zawodników. Zdobyli oni jeden srebrny medal, zajmując 25. miejsce w klasyfikacji medalowej

## Medale
| Medal  | Zawodnik       | Sport                 | Wydarzenie               | Data      |
| ------ | -------------- | --------------------- | ------------------------ | --------- |
| srebro | Ivica Kostelić | narciarstwo alpejskie | superkombinacja mężczyzn | 14 lutego |

## Skład reprezentacji

### Biegi narciarskie

#### Kobiety
| Zawodnik      | Konkurencja       | Czas      | Pozycje |
| ------------- | ----------------- | --------- | ------- |
| Vedrana Malec | Sprint            | 2:54,60   | 61.     |
| Vedrana Malec | Bieg indywidualny | 33:42,3   | 59.     |
| Vedrana Malec | Bieg łączony      | 45:52,1   | 59.     |
| Vedrana Malec | Bieg masowy       | 1:24:13,4 | 53.     |

#### Mężczyźni
| Zawodnik  | Konkurencja       | Czas      | Pozycje |
| --------- | ----------------- | --------- | ------- |
| Edi Dadić | sprint            | 3:52,89   | 69.     |
| Edi Dadić | Bieg indywidualny | 43:38,8   | 60.     |
| Edi Dadić | Bieg łączony      | 1:19:31,5 | 65.     |
| Edi Dadić | Bieg na 50 km     | 2:02:35,5 | 58.     |

### Narciarstwo alpejskie

#### Kobiety
| Zawodnik         | Konkurencja      | Czas 1. przejazdu          | Czas 2. przejazdu          | Czas łączny                | Pozycje                    |
| ---------------- | ---------------- | -------------------------- | -------------------------- | -------------------------- | -------------------------- |
| Andrea Komšić    | Slalom gigant    | 1:24,24                    | 1:22,37                    | 2:46,61                    | 35.                        |
| Sofija Novoselić | Slalom gigant    | 1:24,25                    | Nie ukończyła 2. przejazdu | Nie ukończyła 2. przejazdu | Nie ukończyła 2. przejazdu |
| Andrea Komšić    | Slalom specjalny | 1:00,82                    | 57,78                      | 1:58,60                    | 33.                        |
| Sofija Novoselić | Slalom specjalny | Nie ukończyła 1. przejazdu | Nie ukończyła 1. przejazdu | Nie ukończyła 1. przejazdu | Nie ukończyła 1. przejazdu |

#### Mężczyźni
| Zawodnik           | Konkurencja      | Czas 1. przejazdu         | Czas 2. przejazdu         | Czas łączny               | Pozycje                   |
| ------------------ | ---------------- | ------------------------- | ------------------------- | ------------------------- | ------------------------- |
| Natko Zrnčić-Dim   | zjazd            |                           |                           | 2:09,80                   | 29.                       |
| Natko Zrnčić-Dim   | supergigant      |                           |                           | 1:19,75                   | 19.                       |
| Ivica Kostelić     | supergigant      |                           |                           | 1:20,19                   | 24.                       |
| Ivica Kostelić     | Slalom gigant    | 1:23,87                   | 1:25,81                   | 2:49,68                   | 27.                       |
| Sebastian Brigović | Slalom gigant    | 1:25,82                   | 1:26,43                   | 2:52,25                   | 34.                       |
| Filip Zubčić       | Slalom gigant    | Nie ukończył 1. przejazdu | Nie ukończył 1. przejazdu | Nie ukończył 1. przejazdu | Nie ukończył 1. przejazdu |
| Ivica Kostelić     | Slalom specjalny | 48,75                     | 55,36                     | 1:44,11                   | 10.                       |
| Dalibor Šamšal     | Slalom specjalny | 50,71                     | 58,28                     | 1:48,99                   | 18.                       |
| Matej Vidović      | Slalom specjalny | 51,74                     | 1:06,07                   | 1:57,81                   | 28.                       |
| Natko Zrnčić-Dim   | Slalom specjalny | 50,64                     | Nie ukończył 2. przejazdu | Nie ukończył 2. przejazdu | Nie ukończył 2. przejazdu |

| Zawodnik         | Konkurencja     | Zjazd   | Slalom | Czas łączny | Pozycja |
| ---------------- | --------------- | ------- | ------ | ----------- | ------- |
| Ivica Kostelić   | superkombinacja | 1:54,17 | 51,37  | 2:45,54     | srebro  |
| Natko Zrnčić-Dim | superkombinacja | 1:55,26 | 51,80  | 2:47,06     | 10.     |

### Snowboarding

#### Kobiety
| Morena Makar | Halfpipe kobiet | 44,75 | 18. | 22,75 | 26. | Nie awansowała | Nie awansowała | 44,75 | 24. |